# Географічна оболонка

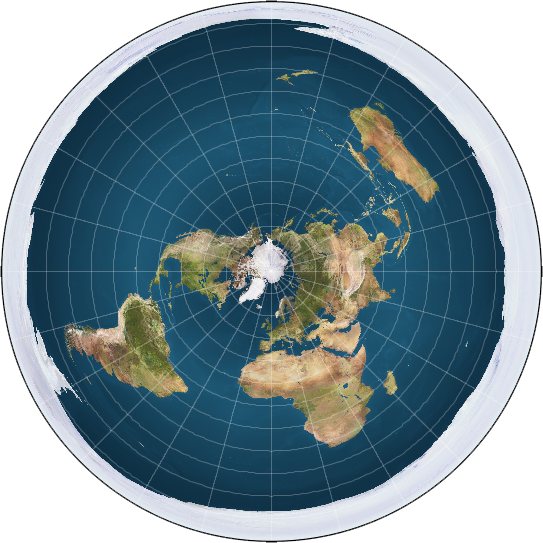
Проекція Географічної оболонки

Географі́чна оболо́нка — верхня комплексна оболонка Землі, що утворилася внаслідок взаємопроникнення і складної взаємодії окремих геосфер — літосфери, гідросфери, атмосфери і біосфери.
Чітких меж географічна оболонка не має. Верхня межа її проходить на висоті 25—30 км над поверхнею Землі, нижня — під океанами на 5—10 км нижче від їхнього дна. Потужність географічної оболонки сягає 60—70 км. Та частина географічної оболонки, в якій виникла й розвивається людська спільнота, називається географічним середовищем.
Характерна особливість географічної оболонки — наявність речовини в трьох агрегатних станах: твердому, рідкому й газоподібному. Основні види енергії, що зумовлюють розвиток географічної оболонки, надходять від Сонця (екзогенні) та пов'язані з внутрішньою будовою Землі (ендогенні).
Географічній оболонці притаманні:
- цілісність — всі компоненти географічної оболонки становлять єдине ціле, взаємодіють між собою, а речовина й енергія перебувають у постійному колообігу;
- ритмічність — періодичне повторення подібних природних явищ, які тривають в межах доби (ніч і день), року (весна, літо, осінь, зима), тисячоліття (похолодання і потепліня клімату);
- зональність — зміна характеру і властивостей природних комплексів та їх компонентів від екватора до полюсів, пов'язана з нерівномірним розподілом сонячної радіації залежно від географічної широти;
- висотна поясність — зміна рельєфу, клімату, властивостей вод і ґрунтів, рослинного і тваринного світу залежно від абсолютної висоти місцевості, експозиції схилів сонячною радіацією та розташування гірських масивів щодо переважаючих повітряних мас;
- безперервність розвитку.

Сучасний стан географічної оболонки є результатом її тривалого розвитку, тому її можливо успішно досліджувати лише тоді, коли розглядати природу в її постійному розвитку як ціле, так і за окремими елементами. У такий спосіб можливо зрозуміти закономірності у зв'язках між окремими об'єктами і явищами, передбачати та прогнозувати шляхи подальшого розвитку, уникати негативних наслідків діяльності людини з використання природних ресурсів, раціонально використовувати природні багатства.
Основними рисами структури географічної оболонки є ярусність її будови і складна регіональна диференціація, що проявляється у формуванні різних природно-територіальних комплексів. Географічна оболонка є предметом вивчення фізичної географії.

## Компоненти географічної оболонки
Верхня частина Земної кори
Земна кора - це верхній шар Землі. Від мантії відокремлена кордоном з різким підвищенням швидкостей сейсмічних хвиль - межею Мохоровичича. Товщина кори коливається від 6 км під океаном до 30-50 км на континентах. Буває два типи кори - континентальна і океанічна. У будові континентальної кори виділяють три геологічні шари: осадовий чохол, гранітний і базальтовий. Океанічна кора складена переважно породами основного складу плюс осадовий чохол. Земна кора розділена на різні за величиною літосферні плити, що рухаються відносно одна одної. Кінематику цих рухів описує тектоніка плит.
Нижня частина атмосфери
Її верхня межа розташована на висоті 8-10 км у полярних, 10-12 км у помірних і 16-18 км у тропічних широтах; взимку нижча, ніж улітку.
Нижній, основний шар атмосфери. Містить понад 80 % усієї маси атмосферного повітря і близько 90 % усієї наявної в атмосфері водяної пари. У тропосфері сильно розвинені турбулентність і конвекція, виникають хмари, розвиваються циклон і антициклон. Температура спадає зі зростанням висоти із середнім вертикальним градієнтом 1°/152 м.
Гідросфера
Гідросфера - сукупність усіх водних запасів Землі. Більша частина води зосереджена в океані, значно менше - у континентальній річковій мережі та підземних водах. Також великі запаси води є в атмосфері, у вигляді хмар і водяної пари.
Частина води перебуває у твердому стані у вигляді льодовик, снігового покриву і в вічної мерзлоти, складаючи кріосферу.
Біосфера
Біосфера - це сукупність частин земних оболонок (літо-, гідро- і атмосфера), що заселена живими організмами, перебуває під їхнім впливом і зайнята продуктами їхньої життєдіяльності.
Антропосфера
Антропосфера, або ноосфера - сфера взаємодії людини і природи. Визначення ноосфери вперше ввів український учений В. І. Вернадський. Визнається не всіма вченими.